# デーイオピテース
デーイオピテース（古希: Δηιοπίτης, Dēiopitēs）は、ギリシア神話の人物である。長音を省略してデイオピテスとも表記される。トロイアーの王プリアモスの50人の子の1人で、アポロドーロスによると庶子。トロイア戦争で戦ったが、トロイアー陥落の際にドゥーリキオンの武将メゲースに討たれた。